# Anders Thomsen
Anders Thomsen (13 de abril de 1988) es un deportista danés que compitió en vela en la clase 49er.
Ganó una medalla de plata en el Campeonato Mundial de 49er de 2014 y dos medallas en el Campeonato Europeo de 49er, plata en 2012 y bronce en 2014.

## Palmarés internacional
| \| Campeonato Mundial \| Campeonato Mundial \| Campeonato Mundial \| Campeonato Mundial \| \| Año \| Lugar \| Medalla \| Clase \| \| ------------------ \| ----------------------- \| ------------------ \| ------------------ \| \| 2014 \| Santander (España) \| Medalla de plata \| 49er \| \| Campeonato Europeo \| \| \| \| \| Año \| Lugar \| Medalla \| Clase \| \| 2012 \| Riva del Garda (Italia) \| Medalla de plata \| 49er \| \| 2014 \| Helsinki (Finlandia) \| Medalla de bronce \| 49er \| |                         |                   |       |
| Campeonato Mundial |                         |                   |       |
| Año | Lugar                   | Medalla           | Clase |
| 2014 | Santander (España)      | Medalla de plata  | 49er  |
| Campeonato Europeo |                         |                   |       |
| Año | Lugar                   | Medalla           | Clase |
| 2012 | Riva del Garda (Italia) | Medalla de plata  | 49er  |
| 2014 | Helsinki (Finlandia)    | Medalla de bronce | 49er  |